# Церковь Успения Пресвятой Богородицы (Смёшино)
Церковь Успения Пресвятой Богородицы или Успенская церковь — православный храм в деревне Смёшино, Лужского района Ленинградской области. Церковь построена в начале XIX века.
Является памятником градостроительства и архитектуры. При храме находится старое кладбище.

## История и архитектура
Первоначально храм находился поблизости от деревни Турово, но его разобрали по причине ветхости постройки. После этого церковь в 1702 году перенесли в Смёшино и посвятили Рождеству Богородицы. Около века спустя, в 1806 году храм вновь выстроили заново. Каменная церковь была возведена на средства помещика Ефима Васильевича Елагина и была посвящена Успению Пресвятой Богородицы. Антиминс освятил епископ Нафанаил, а митрополит Антоний подписал его.
Успенская церковь представляет собой однопрестольный храм, выстроенный из красного кирпича под штукатурку наружных и внутренних стен. Длина здания вместе с колокольней составляет около 24 м при наибольшей ширине около 8 м. Церковь увенчана скромной шатровой главкой, установленной на восьмигранной опоре по центру низкого купола, перекрывающего приземистый глухой барабан. Интерьер храма освещали девять больших окон с арочным верхом и два полуциркульных окна. Колокольня возведена в один ярус, имеет высоту около 12,5 м, завершалась высоким шпилем. Внутри церковь была расписана. Росписи частично сохранились до XXI века. Краеведами отмечалось, что эта церковь представляет собой уникальный образец храма, выполненный в стиле раннего классицизма.
Причт составляли: священник, дьячок и пономарь. К церкви были приписаны земли в размере 69 десятин, использовавшиеся под сенокос, пашню, усадьбы и огороды. Приход составлял 8 деревень. Всех прихожан по данным на 1883 год насчитывалось: 503 мужского пола и 511 женского пола.
Часовня, относящаяся к церкви, находилась близ деревни Турово и была посвящена Святому Николаю. Её возвели помещица Варвара Кишкина и крестьянин Тимофей Власов в 1851 году. Часовня располагалась в пещере, поэтому в местном обиходе называлась «Пещерной». Под часовней находился ключ с чистовой водой, а несколько дальше — купальни. По другим соседним деревням также стояли несколько старых полуразвалившихся часовен.
В советское время церковь была закрыта и к 1980-м годах уже находилась в аварийном состоянии. Была предпринята попытка восстановить здание по заранее разработанному проекту, включая стадию рабочих чертежей, но из-за остановки финансирования реставрационные работы на церкви были прерваны. Инспекция по охране и использованию памятников истории и культуры Ленинградской области в 1994 году пробовала включить Успенскую церковь в Федеральную программу возрождения объектов культурного наследия, но добиться этого не удалось.

## В искусстве

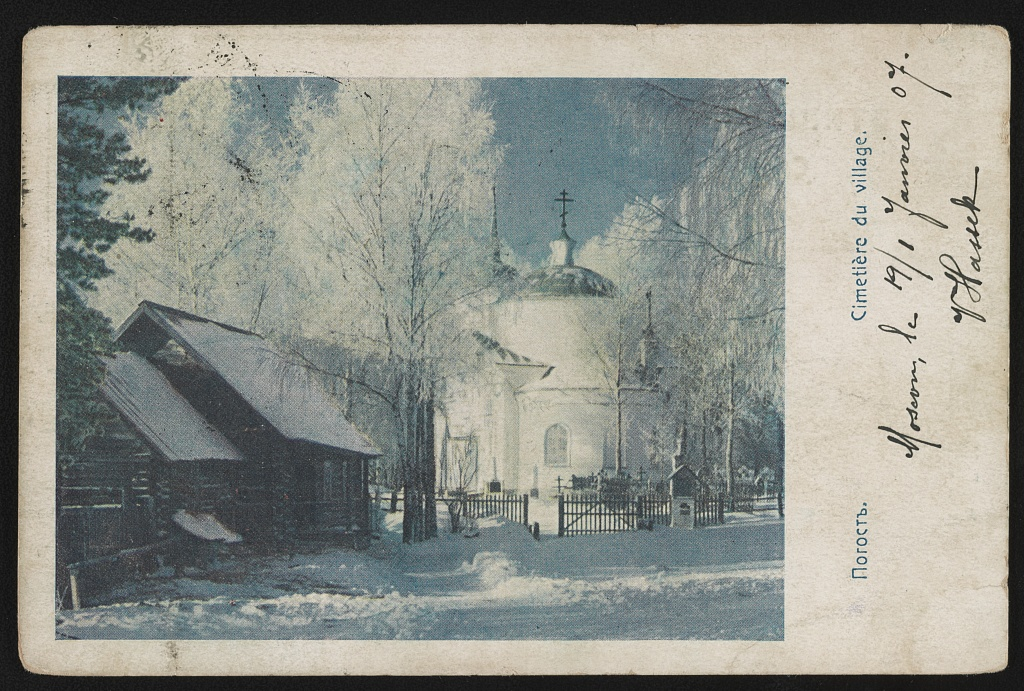
Церковь на открытке с фотографией С. М. Прокудина-Горского, 1905 год

Несколько видов смёшинской церкви запечатлено на открытках начала XX века, выпущенных лужским издателем Ф. Ермаковым, а также издательством Общины сестер милосердия Святой Евгении. Смёшинский погост запечатлел также С. М. Прокудин-Горский. Эта фотография открывает серию открыток с видами этой деревни и её окрестностей. Также церковь запечатлена на рисунках и живописных работах современных лужских художников С. Юдина, В. Шубина, А. Ковалева.